# 沙特航天局
沙特航天局（阿拉伯语：الهيئة السعودية للفضاء）是沙特阿拉伯的国家航天机构，由沙特国王萨勒曼于2018年12月27日下令设立，负责人为苏尔坦，他是历史上第一位阿拉伯人、穆斯林太空人。